# Hisao Kami
Hisao Kami (japonsko 上 久雄), japonski nogometaš in trener, * 28. junij 1941, Hirošima, Japonska.
Za japonsko reprezentanco je odigral 15 uradnih tekem.